# Монијер Монијер-Вилијамс
Сер Монијер Монијер-Вилијамс (рођен као Монијер Вилијамс; Бомбај, 12. новембар 1819 — Кан, 11. април 1899) је био британски научник који је био други професор санскрта на Универзитету Оксфорд у Енглеској. Студирао је, документовао и предавао азијске језике, посебно санскрт, персијски и хиндустански.

## Рани живот
Монијер Вилијамс је рођен у Бомбају, као син пуковника Монијера Вилијамса, генералног геометра у председништву Бомбаја. Његово презиме је било „Вилијамс“ до 1887. године, када је свом презимену додао своје име да би створио „Монијер-Вилијамс“ са цртицом. Године 1822. послат је у Енглеску да се школује у приватним школама у Хоуву, Челсију и Финчлију. Образовао се на Краљевској колеџ школи, Балиол колеџу, Оксфорду (1838–40), Колеџу источноиндијске компаније (1840–41) и Универзитетском колеџу, Оксфорд (1841–44). Дипломирао је у четвртој класи на класичној античкој науци и филозофији 1844.
Оженио се Џулијом Грантам 1848. Имали су шест синова и једну ћерку. Умро је  у 79. години у Кану, у Француској.
Године 1874. купио је Енфилд кућу у Вентнору, на острву Вајт, где су он и његова породица живели најмање до 1881. (Попис из 1881. године бележи да је 61-годишњи професор Моније Моније-Вилијамс био мештанин; његова супруга Јулија; и двоје деце, Монтагју (20) и Ела (22).)

## Каријера
Монијер Вилијамс предавао је азијске језике на Колеџу источноиндијске компаније од 1844. до 1858. када је владавина компаније у Индији окончана након побуне 1857. године . Дошао је до националног значаја током изборне кампање 1860. за Боденову катедру санскрта на Оксфордском универзитету, у којој се супротставио Максу Милеру.
Упражњено место уследило је након смрти Хораса Хејмана Вилсона 1860. Вилсон је започео универзитетску колекцију рукописа на санскрту након што је преузео катедру 1831. и указао је на то, да даје предност Вилијамсу да буде његов наследник. Кампања је била опште позната као и жучна. Милер је био познат по својим слободним верским погледима и његовим филозофским шпекулацијама заснованих на његовом читању ведске литературе. Монијер Вилијамс сматран је мање блиставим научником, али је имао детаљно практично знање о самој Индији и стварним верским праксама у модерном хиндуизму. Милер, насупрот томе, никада није посетио Индију.
Оба кандидата су морала да нагласе своју подршку хришћанској евангелизацији у Индији, будући да је то био основ због чега је професорску катедру финансирао њен оснивач. У посвећеност Монијера Вилијамса хришћанизацији није било сумње за разлику од Милерове. Монијер Вилијамс је такође изјавио да су његови циљеви били практични, а не шпекулативни. Он је написао: „Енглези су превише практични да би проучавали језик веома филозофски“.
Након именовања на место професора, Вилијамс је од самог почетка изјавио да би преобраћање Индије у хришћанску веру требало да буде један од циљева  оријенталистичке науке. У својој књизи Хиндуизам, коју је објавио СПЦК (Друштво за унапређење хришћанског знања) 1877. године, предвидео је пропаст хиндуистичке вере и позвао на хришћанску евангелизацију како би се спречило ширење ислама. Према Саурабх Дубеу, овом делу се „увелико приписује да је увео појам хиндуизам у општу енглеску употребу“ док Дејвид Н. Лоренцен цитира књигу заједно са Индијом и Индијске мисије: укључујући скице гигантског система хиндуизма, обоје у теорији и пракси: Такође обавештења неких запослених од главних агенција у спровођењу процеса индијске евангелизације. 

## Списи и основе
Када је Монијер Вилијамс основао Универзитетски институт Индијe 1883. године, он је створио истовремено и академско становиште,  али и терен за обуку будућих службеника  индијске државне службе . Од раних 1870-их Монијер Вилијамс је планирао ову институцију. Његова визија је била боље познанство Енглеске и Индије. Због тога је подржао академска истраживања индијске културе. Монијер Вилијамс је путовао у Индију 1875, 1876. и 1883. да финансира свој пројекат прикупљањем средстава. Добио је подршку индијских принчева. Године 1883. принц од Велса положио је камен темељац; зграду је 1896. отворио лорд Џорџ Хамилтон. Институт је затворен након индијске независности 1947.
У његовим писањима о хиндуизму Монијер Вилијамс је тврдио да систем Адваита Веданте најбоље представља ведски идеал и да је био „највиши пут ка спасењу“ у хиндуизму. Сматрао је традиционални обичај карме популарнијим и да бхакти има мању духовну вредност. Међутим, он је тврдио да је хиндуизам сложен "огроман терен или неправилна многострана фигура" коју је објединила санскртска књижевност. Он је навео да „ниједан опис хиндуизма не може бити исцрпан који не дотиче безмало све верске и филозофске идеје коју је свет икада упознао“.
Монијер-Вилијамс је саставио санскртско -енглески речник, заснован на ранијем Петербуршком речнику санскрта,  који је објављен 1872. године. Касније прерађено издање објављено је 1899. у сарадњи Ернста Лојмана и  Карла Капелера ( св ).

## Почасти
Проглашен је витезом 1876. године, а 1887. год. проглашен је за чланом реда КЦИЕ (Индијске Империје), када је своје име Монијер додао свом презимену. 1886 год. изабран је за члана Америчког филозофског друштва.
Такође је добио следеће академске почасти: почасни ДЦЛ (доктор грађанског права), Оксфорд, 1875; ЛЛД (доктора права), Калкута, 1876; члан колеџа Балиол, Оксфорд, 1880; почасни доктор наука, Готинген, 1880-е; потпредседник, Краљевско азијског друштва, 1890; почасни сарадник Универзитетског колеџа, Оксфорд, 1892.

## Објављени радови

### Преводи
Монијер-Вилијамсови преводи укључују превод Калидасиних драма Викраморваси (1849) и Шакунтала (1853; 2. издање 1876).
- Превод Шакунтале (1853)
- Хиндуистичка књижевност: обухвата Књигу добрих савета, Нала и Дамајанти, Рамајана и Шаконтала

### Оригинални радови
- An Elementary Grammar of the Sanscrit Language: Partly in the Roman Character, Arranged According to a New Theory, in Reference Especially to the Classical Languages; with Short Extracts in Easy Prose. To which is Added, a Selection from the Institutes of Manu, with Copious References to the Grammar, and an English Translation. W. H. Allen & Company. 1846.
- Monier-Williams, Monier (1859). Original papers illustrating the history of the application of the Roman alphabet to the languages of India: Edited by Monier Williams.. Modern Reprint
- Indian Wisdom, Or, Examples of the Religious, Philosophical, and Ethical Doctrines of the Hindūs. London: Oxford. 1875.
- Hinduism. Society for Promoting Christian Knowledge. 1877.
- Modern India and the Indians: Being a Series of Impressions, Notes, and Essays. Trübner and Company. 1878.
- Translation of Shikshapatri – The manuscript of the principal scripture Sir John Malcolm received from Swaminarayan on 26 February 1830 when he was serving as the Governor of Bombay Presidency, Imperial India. Currently preserved at Bodleian Library.
- Brahmanism and Hinduism. 1883.
- Buddhism, in its connexion with Brahmanism and Hinduism, and in its contrast with Christianity. 1889.[12]
- Sanskrit-English Dictionary. ISBN 0-19-864308-X.
- A Sanskrit-English Dictionary: Etymologically and Philologically Arranged with Special Reference to Cognate Indo-European languages, Monier Monier-Williams, revised by E. Leumann, C. Cappeller, et al. 1899, Clarendon Press, Oxford
- A Practical Grammar of the Sanskrit Language, Arranged with Reference to the Classical Languages of Europe, for the Use of English Students, Oxford: Clarendon, 1857, enlarged and improved Fourth Edition 1887